# Ioesse
Ioesse là một chi bọ cánh cứng trong họ Lamiinae.

## Các loài
- Ioesse putaoensis Ohbayashi & Lin, 2012
- Ioesse rubra (Pic, 1925)
- Ioesse sanguinolenta Thomson, 1864